# Donbassaero
Donbassaero (russisch Донбассаэро; ukrainisch ДонбасАеро) war eine ukrainische Fluggesellschaft mit Sitz in Donezk.

## Geschichte
Donbassaero wurde im Jahr 1933 als Donezk State Airlines gegründet. Seit 1992 werden in der firmeneigenen Werft Grundüberholungen der Jakowlew Jak-42 vorgenommen. 1998 erfolgte die Umbenennung in Donbass – the eastern air lines of the Ukraine. 2003 erfolgte eine erneute Umbenennung in den heutigen Namen.
Im Februar 2007 wurde eine Zusammenarbeit mit der Fluglinie Aerosvit Airlines und Dniproawia vereinbart. Anfang 2010 stellten die unter der Kontrolle der Privat-Gruppe von Ihor Kolomojskyj stehenden Fluggesellschaften beim Kartellamt der Ukraine einen Antrag auf Fusion.
Nach ihren Schwestergesellschaften AeroSvit und Dniproawia meldete auch Donbassaero Mitte Januar 2013 Konkurs an und stellte den Betrieb ein.

## Flugziele
Heimatbasis war der Flughafen Donezk. Von hier aus und vom Flughafen Kiew bestanden Flugverbindungen zu Zielen in den GUS-Staaten, etwa nach Moskau oder Samara, in der EU wurden z. B. Vilnius und Athen angeflogen. Auch Ziele im Nahen Osten, wie etwa Dubai oder Tel Aviv, gehörten zum Flugplan.

## Flotte
Mit Stand November 2012 bestand die Flotte aus acht Flugzeugen:
- 8 Airbus A320-200 (je 4 betrieben für Aerosvit Airlines und Wind Rose Aviation)